# Berghandlung
Eine Berghandlung war ein kaufmännisches Unternehmen der Neuzeit, das als staatlicher Betrieb für den jeweiligen Landesherrn einerseits Erzeugnisse aus dessen Bergwerken und auf dessen Rechnung verkaufte, andererseits den Bergleuten jene Produkte zu liefern hatte, die diese zur Ausübung ihrer Tätigkeiten benötigten. Gehandelt wurden insbesondere Metalle – ausgenommen Edelmetalle wie vor allem Silber, das etwa zur Vermünzung des Landes verarbeitet wurde.
Kaufmännisch Handelnde der Berghandlungen waren die sogenannten Eisenfaktoren, die sich beispielsweise in Hannover mittels der Adressbücher der Stadt bis 1855 mit zuletzt vier bekannten Eisenfaktoren nachweisen lassen.

## Bekannte Berghandlungen
- Berghandlung (Hannover)[3][5]
- Berghandlung (Wolfenbüttel)[3]